# Sinistus
Genre
Sinistus est un genre d'opilions laniatores de la famille des Epedanidae.

## Distribution
Les espèces de ce genre sont endémiques du Kalimantan en Indonésie.

## Liste des espèces
Selon World Catalogue of Opiliones (01/07/2021) :
- Sinistus fuscus (Roewer, 1938)
- Sinistus maculatus (Roewer, 1938)

## Publication originale
- Kury, Mendes, Cardoso, Kury & Granado, 2020 : WCO-Lite: online world catalogue of harvestmen (Arachnida, Opiliones). Version 1.0 — Checklist of all valid nomina in Opiliones with authors and dates of publication up to 2018, Rio de Janeiro, p. 1-237.